# Autoserica sarawakensis
Autoserica sarawakensis är en skalbaggsart som beskrevs av Moser 1915. Autoserica sarawakensis ingår i släktet Autoserica och familjen Melolonthidae. Inga underarter finns listade.